# Wagner Lopes
Wagner Augusto Lopes (em japonês: 呂比須 ワグナー; Franca, 29 de janeiro de 1969) é um treinador e ex-futebolista brasileiro naturalizado japonês que atuava como atacante. Atualmente comanda o Luverdense

## Carreira como jogador
Tendo iniciado a carreira nas categorias de base do São Paulo, Wagner Lopes naturalizou-se japonês após alguns anos jogando no futebol do Japão, como Kashiwa Reysol, Honda, Bellmare Hiratsuka, Nagoya Grampus Eight, FC Tokyo e Avispa Fukuoka, onde se aposentou em 2002. Defendeu também a Seleção Japonesa na Copa do Mundo de 1998 e na Copa América de 1999, na qual o país participou na condição de convidado. Pelos Samurais Azuis, foram 20 jogos e cinco gols marcados.

## Carreira como treinador

### Início
Mais tarde iniciou sua carreira de treinador no Paulista, onde foi assistente e também comandou a equipe. Em seguida foi para o Pão de Açúcar, mas retornou ao comando do Paulista. Wagner Lopes retornou ao Japão no início de 2012, agora como auxiliar técnico de José Carlos Serrão no Gamba Osaka.
No inicio de 2013, comandou o Comercial e o São Bernardo. Ele já tinha acertado para comandar a Ferroviária de Araraquara, mas preferiu comandar o Botafogo de Ribeirão Preto.

### Criciúma
Em 2014, acertou sua transferência para o Criciúma, onde comandaria a equipe até o final do Brasileirão da Série A.

### Atlético Goianiense
Meses depois, após decisão unânime da diretoria, Wagner Lopes acertou com o Atlético Goianiense.

### Goiás
Em 16 de dezembro de 2014 foi contratado pelo Goiás para comandar o clube em 2015. Foi demitido em 2 de abril de 2015, mesmo tendo aproveitamento de 75%: quinze partidas conquistando trinta e quatro dos quarenta e cinco pontos disputados.

### Bragantino
Ainda no mesmo ano, acertou com o Bragantino.

### Retorno ao Atlético Goianiense
Em 23 de dezembro de 2015, Wagner Lopes deixou o comando do Bragantino, e no mesmo dia acerta com o Atlético Goianiense para a temporada de 2016. No dia 25 de abril de 2016, Wagner Lopes foi demitido do comando do Atlético Goianiense - os maus resultados no estadual e na Copa do Brasil foram os principais motivos por sua demissão.

### Sampaio Corrêa
Em 24 de maio de 2016, Wagner Lopes acertou com o Sampaio Corrêa para comandá-lo no restante da temporada. No mês de agosto, é demitido do Sampaio Corrêa com 23,5% de aproveitamento.

### Paraná
Em novembro de 2016, é confirmado como novo treinador do Paraná para a temporada seguinte.

### Albirex Niigata
No dia 5 de maio de 2017, surpreende a todos e deixa o Tricolor com 65% de aproveitamento. Pouco depois, é contratado pelo Albirex Niigata, com o objetivo de evitar o rebaixamento do clube para a Segunda Divisão.

### Retorno ao Paraná
No dia 10 de dezembro de 2017, a diretoria do Paraná confirmou novamente Wagner Lopes como novo técnico do Tricolor da Vila, ele já tinha comandado o clube no início da temporada, onde fez um bom trabalho. Porém com um início ruim na temporada, com apenas uma vitória, três empates e três derrotas em sete partidas, o Paraná demitiu o técnico Wagner Lopes, no dia 16 de fevereiro de 2020.

### Luverdense
No dia 11 de fevereiro de 2025, a diretoria do Luverdense anunciou Wagner Lopes em suas redes sociais como seu novo treinador para a sequencia do campeonato mato-grossense 2025, 2 dias após o anúncio da saída de Cristian de Souza do cargo. Foi oficialmente apresentado no dia 12 de fevereiro de 2025 no Estádio Passo das Emas em Lucas do Rio Verde/MT.

## Estatísticas como treinador
Atualizado em 16 de outubro 2019.
| Clube               | Jogos | Vitórias | Empates | Derrotas |
| ------------------- | ----- | -------- | ------- | -------- |
| Criciúma            | 15    | 4        | 5       | 6        |
| Atlético Goianiense | 74    | 41       | 20      | 13       |
| Goiás               | 15    | 10       | 4       | 1        |
| Paraná              | 29    | 13       | 10      | 6        |
| Albirex             | 26    | 6        | 5       | 15       |
| Botafogo-SP         | 0     | 0        | 0       | 0        |

## Títulos

### Como jogador
São Paulo
- Campeonato Paulista: 1985 e 1987
- Campeonato Brasileiro: 1986

Nagoya Grampus
- Copa do Imperador: 1999

### Como treinador
Paulista
- Copa Paulista: 2011

Goiás
- Granada Cup: 2015

Atlético Goianiense
- Campeonato Goiano: 2019